# Audi S7
Audi S7 - спортивний п'ятидверний фастбек класу Гран Туризмо, що випускається підрозділом Audi Sport GmbH на платформі Audi A7.

## Перше покоління

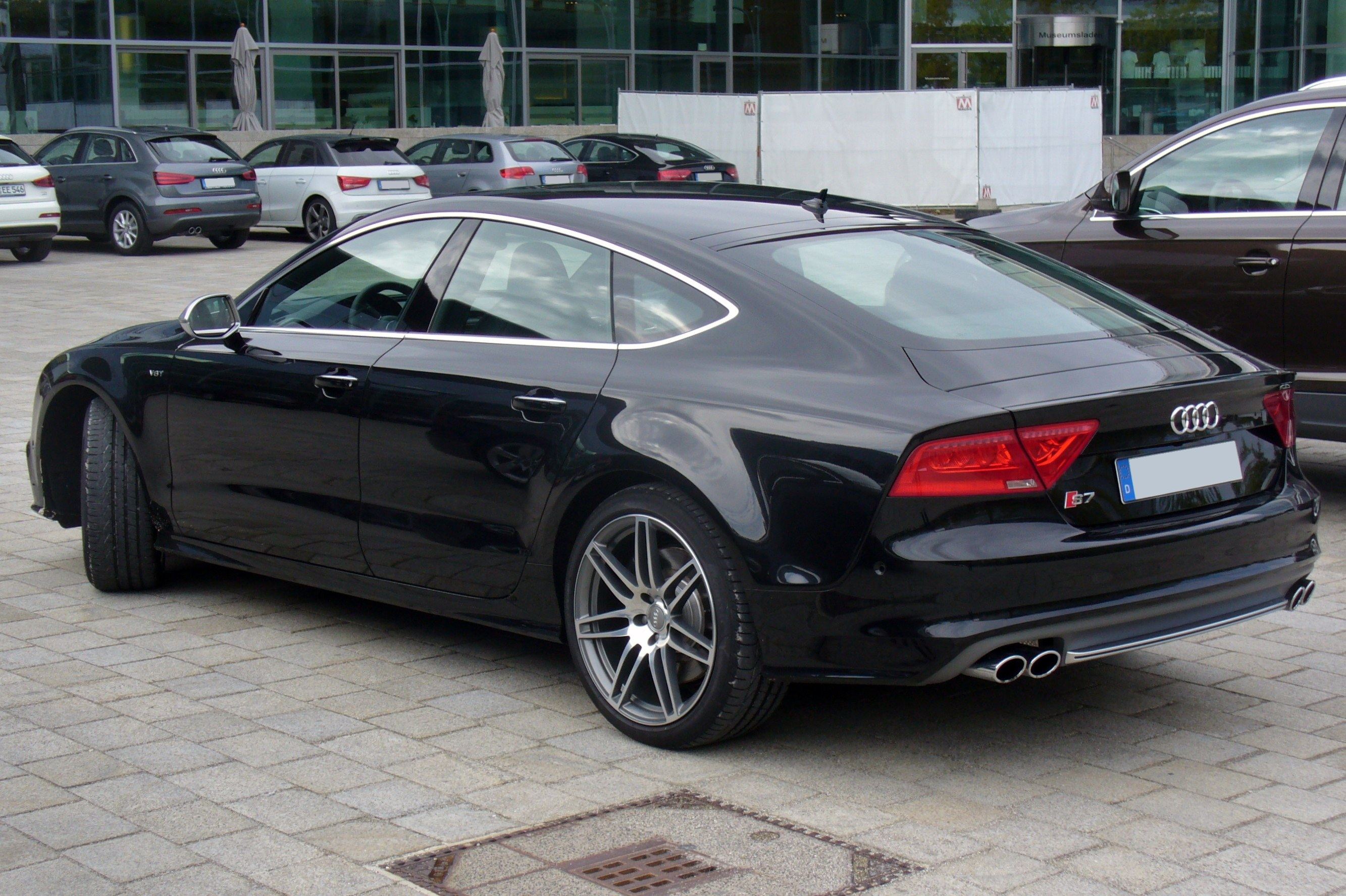

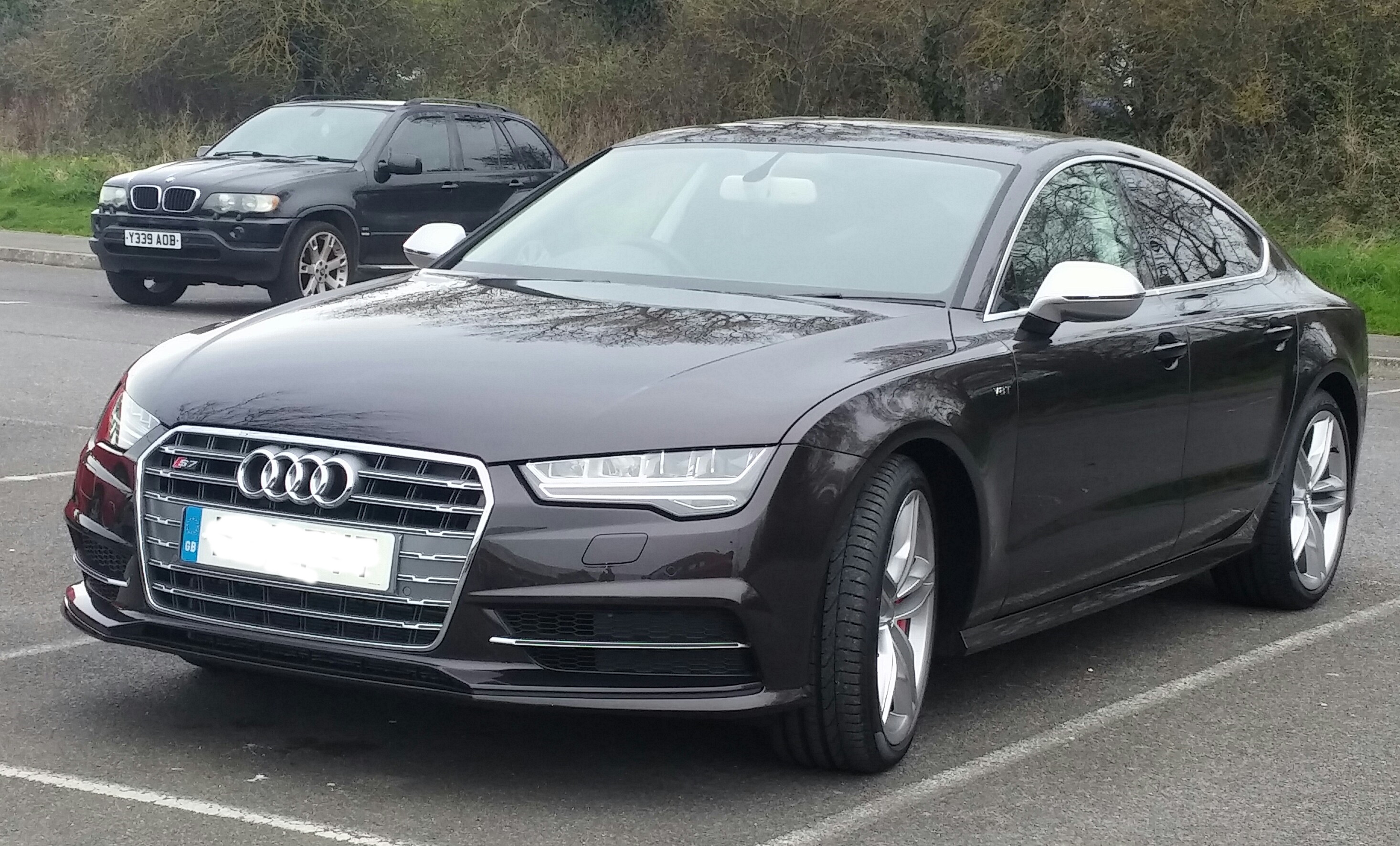
Audi S7 Sportback (2014-2017)

Концептуальний зразок нинішньої моделі S7 був представлений в 2009 році на автосалоні в Детройті. Він став основою для розробки двох модифікацій - стандартної А7 і спортивної S7. Перша офіційна презентація спортивної модифікації «сімки» відбулася на автосалоні у Франкфурті в 2011 році. Випускаючи дану модифікацію, компанія Audi мала намір скласти конкуренцію зарядженим версіями BMW 5 Series GT і Mercedes-Benz CLS-клас.
В 2016 році відбулося оновлення автомобіля. Всередині водія очікує класична елегантність A7. Сидіння обшиті шкірою. Панелі та декоративні деталі оздоблені якісним пластиком та металом. Елементи добре співвідносяться між собою. Моделі 2016 року отримали осучаснений проєкційний екран, покращені кнопки та алюмінієві елементи управління. Інтер’єр розроблявся для створення відчуття розкоші та комфорту. На відміну від седанів та універсалів Audi, хетчбек S7 приємно дивує практичністю. У салоні розмістяться четверо дорослих.  Об’єм багажного відділення становить 535 літрів. Склавши задні сидіння, його можна збільшити до 1.390 літрів.
Редизайн 2016 року пішов автомобілю на користь. Аркоподібна лінія даху, яка плавно спускається до заднього бамперу та масивні крила додають зовнішньої привабливості. І з переду, і ззаду автомобіль виглядає стильно та сучасно. Ніс автомобіля відмічений новою однокаркасною решіткою радіатора з хромованим обрамленням, оновленими фарами та осучасненим переднім дільником. Задня частина отримала новий бампер, хвостові вогні та трапецієподібні вихлопні труби.

### Базове оснащення
У список стандартного устаткування Audi S7 спортбека входить: антиблокувальна система гальм, електронне блокування диференціала, пневмопідвіска, система контролю тяги, електронна система екстреного гальмування, іммобілайзер, центральний замок, охоронна сигналізація, запасне колесо малого розміру, мультифункціональне рульове колесо з підрульовими пелюстками, бортовий комп'ютер , аудіосистема Audi і MMI Radio, Bluetooth, атермальне скління, датчики дощу і світла, 4-зонний клімат-контроль, вентильовані передні сидіння, передні і задні електросклопідйомники, подушки безпеки водія і переднього пасажира, біксенонові фари, коректор ходових вогнів, шторки безпеки і задні світлодіодні ліхтарі.

### Двигун
- 4.0 L V8 T FSI 429/450 к.с. 550 Нм

## Друге покоління

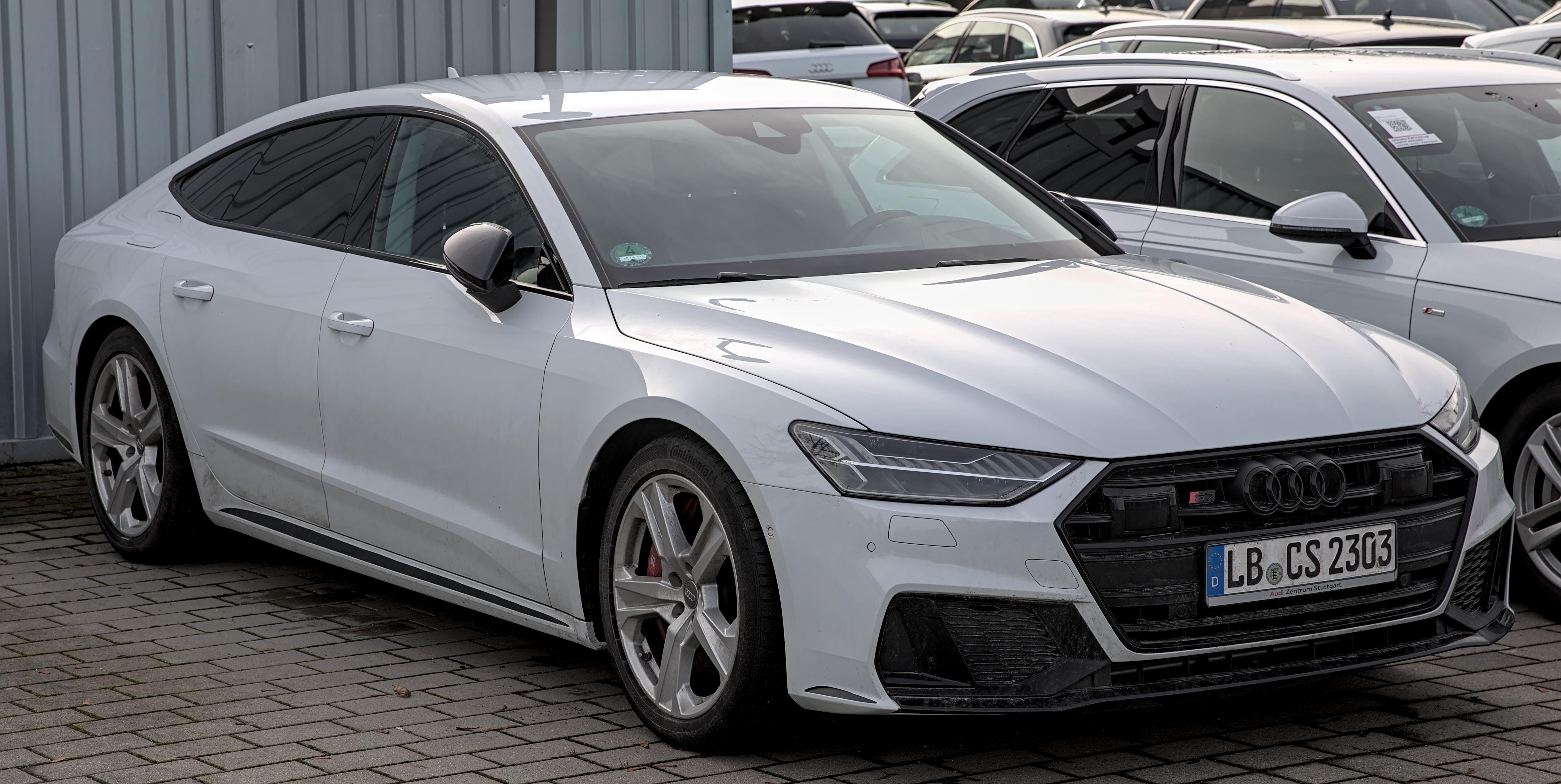
Audi S7 C8

У січні 2018 року на Північноамериканському міжнародному автосалоні (NAIAS) була представлена Audi A7 C8. Новий S7 дебютував у квітні 2019 року.
Європейська модель вперше оснащена дизельним двигуном. Він має потужність 257 кВт (349 к.с.) і максимальний крутний момент 700 Нм.

### Двигуни
- 2.9 TFSI VW EA839 V6 450 к.с. 600 Нм
- 3.0 TDI VW EA897evo2 V6 349 к.с. 700 Нм